# Christiane Landgrebe
Christiane Landgrebe (* 1947) ist eine deutsche Autorin, Lektorin und Übersetzerin.

## Werdegang und Wirken
Landgrebe studierte Romanistik, Theologie und Philosophie und arbeitete als Lektorin von Romanen und Sachbüchern und Übersetzerin aus dem Französischen und Italienischen in verschiedenen Verlagen.
Seit den 1990er Jahren schreibt sie auch eigene Bücher, insbesondere zu historischen und zeitgeschichtlichen Themen, darunter beispielsweise Monografien zu Jean-Jacques Rousseau, Denis Diderot oder Marie Roland, Zeitzeugen der Französischen Revolution. Sie lebt und arbeitet heute freischaffend in Berlin.

## Veröffentlichungen (Auswahl)
- Madame Roland: Von der Bürgersfrau zur Revolutionärin. Edition Karo, 2024, ISBN 978-3-945961-34-6.
- Germaine de Staël: Eine moderne Frau zur Zeit Napoleons. Edition Karo, 2023, ISBN 978-3-945961-32-2.
- Wissen wir, wohin wir gehen? Das Leben des Denis Diderot. Edition Karo, 2018, ISBN 978-3-945961-08-7.
- Zurück zur Natur? Das wilde Leben des Jean-Jacques Rousseau. Beltz, 2012, ISBN 978-3-407-22928-1.
- "Ich bin nicht käuflich": Das Leben des Jean-Jacques Rousseau. Beltz, 2004, ISBN 978-3 407 85784 2.
- Der Tag, an dem die Mauer fiel: Prominente Zeitzeugen erinnern sich. Ullstein, 1999,  ISBN 3-548-33247-1.
- mit Sabine Sinjen: Sabine Sinjen: Schauspielerin. Lübbe, 1995, ISBN 3-7857-0814-9.